# Silo (ciudad bíblica)
Silo (en hebreo: שילה Ŝyloh; שלו Ŝilo) era un lugar sagrado y santuario en la religión cananea, y posteriormente para el yahvismo. Después de su destrucción el lugar fue conocido como Tel Shilo, un sitio arqueológico, 
En enero de 1978, se estableció un pueblo moderno junto al antiguo sitio bíblico. En 1979, el asentamiento de Silo se incluyó oficialmente en la lista de asentamientos bajo la jurisdicción de la Sección de Asentamientos de la Agencia Judía.
En el sistema administrativo palestino, Silo está situada en el centro de la Gobernación de Ramala y Al Bireh. Según el sistema israelí, está integrado en el Concejo Regional Mateh Binyamin. 
La comunidad internacional considera que los asentamientos israelíes en Cisjordania son ilegales según la Cuarta Convención de Ginebra, de la que Israel es miembro y cuyo artículo 49 especifica que «la Potencia ocupante no podrá efectuar la evacuación o el traslado de una parte de la propia población civil al territorio por ella ocupado». El gobierno israelí no está de acuerdo con esta posición.

## Toponimia
Este nombre ha sido enigmático en cuanto a su significado pero la respuesta más concreta deriva de la versión aramea de este pasaje, el Targum de Onqelos, que señala que es derivada de Moshlóh, משלה, es decir, Moshlo מושלו, en ortografía plena, cuyo significado es «su gobernador» o «su compositor de parábolas» (cf. Miqueas 5:2). La versión Septuaginta opinó que se trataba de Sheló, שלו "lo que es de él" "al que le pertenece" y por eso tradujo: apokîmena, αποκειμενα. Finalmente, los eruditos judíos han visto en este nombre una alusión a Moisés, cuyo valor numérico en hebreo, esto es 345, es exactamente el mismo que el de Silo, pero esta alusión no es literal o no quiere decir que sea Moisés, por cuanto este era de la tribu de Levi, y la bendición es para Judá. Otros han visto una gran alusión al Mesías, porque la expresión "vendrá Shiloh", yavó' Shilóh (יבא שילה) equivale numéricamente a la palabra Mashíaj, משיח, esto es, 358. Es posible establecer una relación adicional en el sentido de que Mashíaj, y Najash, נחש (serpiente), también son equivalentes (ambas valen 358) cuando Jesús habló con Nicodemo en Juan 3:14 "Y como Moisés levantó la serpiente (Najash), en el desierto, así es necesario que el Hijo del Hombre sea levantado", una relación entre Mashíaj, Silo y Najash.

## Ubicación
Debido a ser un lugar sagrado para los hebreos, la Biblia proporciona una dirección detalla para llegar a Silo.

Aquí cada año hay solemnidad a Yahweh en Silo. Está al norte de Bethel, al lado oriental del camino que sube de Bethel a Siquem, y al sur de Lebona.
Jueces 21:19

El peregrino Teodosio del siglo VI situó  a Silo  a medio camino entre Jerusalén y Emaús. El error se prolongó durante siglos, pues en el mapa de Florencia de 1300 se sitúa a Silo en Nebi Samuil, donde se encontró la Tumba de Samuel. El mapa mosaico de Madaba también localiza erróneamente a Silo al este de Siquem, omitiendo la imagen de la iglesia.
Luego de varios intentos por establecer la ubicación de la ciudad, Edward Robinson, el padre de la geografía bíblica, presentó una hoja de ruta para la identificación de Silo en 1838.

## Extracto bíblico
En la tradición judía, Silo fue la capital política, cultural y espiritual de los hebreos por cerca de 400 años, desde el Éxodo hasta David.
Josué (sucesor de Moisés) conquistó Canaán por mandato de Yahweh para los hebreos que salían de Egipto. En Silo, los hebreos se asentaron y el punto principal de culto fue el Tabernáculo (la morada terrenal portátil de Yahweh). Desde Silo se formaron las Tribus de Israel y los hebreos realizaban peregrinaciones religiosas. El Libro de Jeremías 7:12 indica que fue en Silos donde se construyó el primer templo permanente de Yahweh, pero fue destruido por Yahweh por la maldad de los hebreos.
En la época del Reino unificado de Israel, David elevó a Jerusalén como capital y lugar sacro. El rey Salomón construyó la Casa de Yahweh que sustituyó al Tabernáculo luego de 440 años. Para hacer tal traslado, versículos bíblicos anteriores menciona que los filisteos atacaron Silos, la destruyeron, robaron el Arca de la Alianza, y el Tabernáculo por seguridad fue trasladado a Gabaón. El lugar de adoración fue restaurado como antes, pero en lugar de Silos, fue en Jerusalén.

## Narrativa bíblica

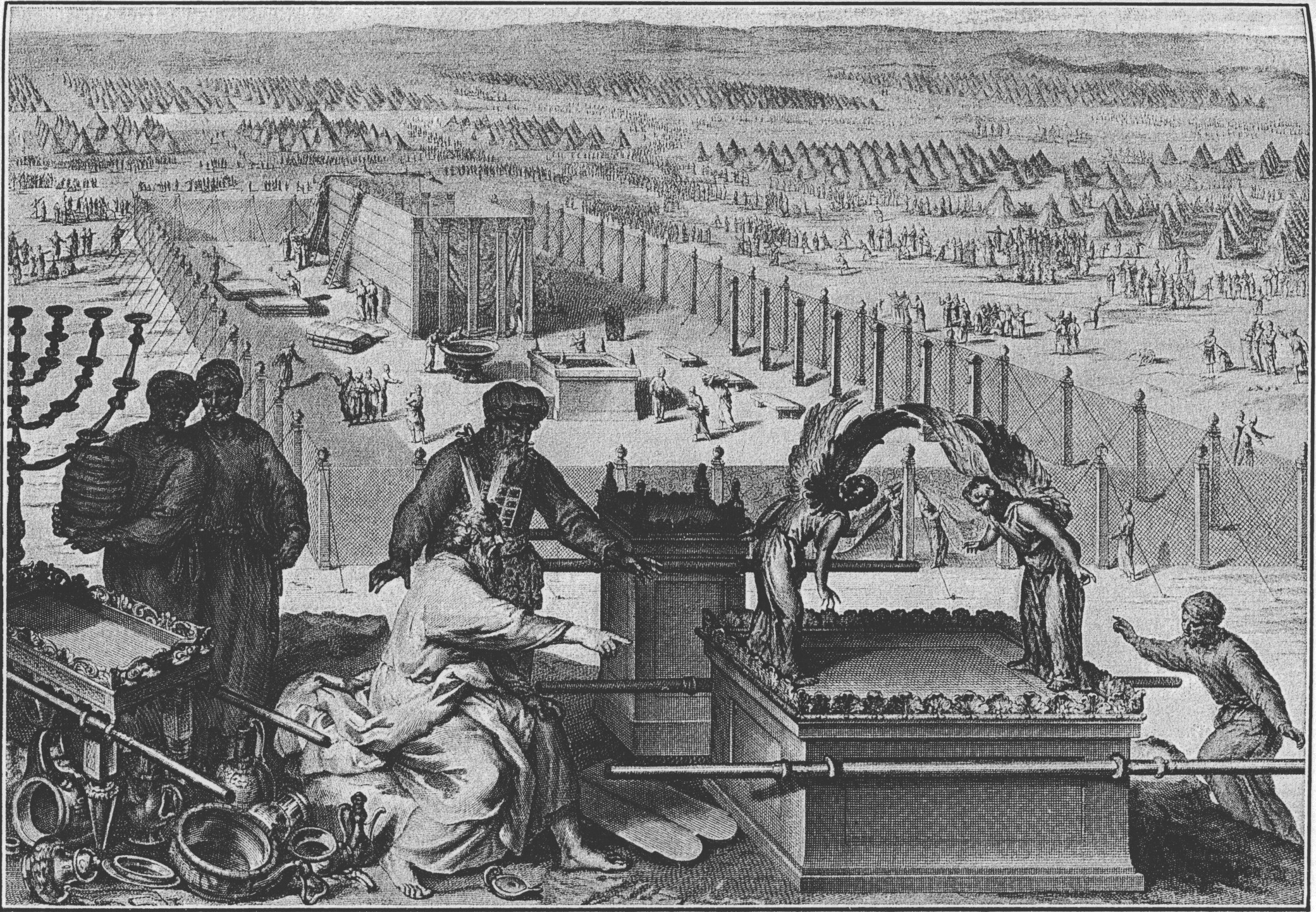
Establecimiento de la tienda sobre el tabernáculo como en Éxodo 40:17-19

Este lugar es mencionado por primera vez en Génesis 49:10 con la bendición de Jacob a Judá: «No será quitado el cetro de Judá, ni el legislador de entre sus pies, hasta que venga Silo; y a él se congregarán los pueblos».
En el libro de Josué, se puede ver que la ciudad pertenece a la tribu de Efraín, y que en este lugar ocurre el levantamiento del Tabernáculo (Josué 18:1) y la repartición de tierras entre las tribus de Israel (Josué 18:8-10).
El primer libro de Samuel muestra a Silo como el lugar de adoración y reverencia, en el libro se relata que Elcana cada año iba a Silo para adorar y ofrecer sacrificios a Dios junto con sus esposas e hijos, (1Samuel 1:3) y Ana que era la esposa estéril, fue a orar prometiendo que si Dios le concedía un hijo, ella lo dedicaría para su servicio, de esta manera fue respondida su súplica, así que Ana dejó en Silo a su hijo Samuel para que estuviera al servicio de Dios (1Samuel 1:24). Samuel creció y fue llamado por Dios para ser su profeta, entonces Dios le manifestaba su palabra en Silo (1Samuel 3:21).
Tiempo después los israelitas estaban en batalla contra los filisteos, quienes los vencieron, entonces los israelitas hicieron que desde Silo fuera traída el arca del pacto de YHWH para que los salvara de la mano de sus enemigos, pero el pueblo fue vencido nuevamente y el arca capturada por los filisteos.
El muy anciano sacerdote Elí estaba en Silo, sentado en el templo, cuando el mensajero le notificó la muerte de sus hijos y al informarle que el Arca había sido también capturada, Elí colapsó, cayó hacia atrás y murió (1Samuel 4:13-18).
Cuando los filisteos ganaron la batalla, un grupo de filisteos llevó el arca a su territorio mientras que otro grupo aparentemente marchó contra Silo y destruyó el santuario. Al parecer el Tabernáculo fue retirado de Silo y llevado a Gabaón, antes de la llegada de los filisteos, donde se mantuvo hasta el tiempo del rey Salomón. El arca retornó pronto a Israel pero nunca más volvió a Silo, finalmente el rey David trasladó el arca hasta Jerusalén (1Reyes 8:4).
Tiempo después, luego de los reinados de Saúl, y David, cuando finalizaba el reinado de Salomón, el profeta Ahías silonita fue enviado a Jeroboam para anunciarle que gobernaría sobre 10 de las 12 tribus, profetizando la división del reino de Israel por el pecado de Salomón. 
Cuando Jeroboam era rey envío disfrazada a su mujer hasta Silo para consultarle al profeta Ahías sobre su hijo que estaba enfermo.

### Destrucción de Silo
Después de la caída del Arca de la Alianza en cautiverio, algunos especulan que la destrucción de Silo se llevó a cabo.
La destrucción de Silo se menciona en fuentes posteriores, el profeta Jeremías lleva palabras de Dios en las que les recuerda lo que Dios hizo en Silo, refiriéndose a la destrucción de la ciudad (Jeremías 7:12-14). 
En el libro de los Salmos, se hace un recuento de la historia del pueblo de Israel, mencionando que a pesar de que Dios los llevó a la tierra prometida el pueblo fue rebelde y produjo la ira de Dios al establecer los altos lugares y estatuas, entonces Yahvé abandonó por tanto el tabernáculo de Silo (Salmos 78:60), para tiempo después escoger a Sion como el lugar de su morada, escogiendo a Judá en vez de Efraín (Salmos 78:67-68).

## Historia

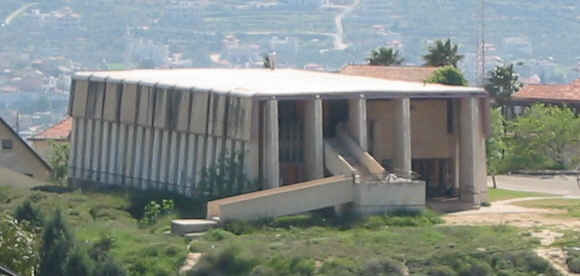
Sinagoga de la aldea de Silo, réplica del antiguo Tabernáculo

Desde el periodo del Primer Templo de Israel hasta la Edad Media hubo una peregrinación a Silo. Inicialmente, de judíos, luego de cristianos.
Jerónimo de Estridón en una carta a Paula y Eustaquio, entre 392 y 393, después de una descripción de lugares bíblicos, escribió: "Con Cristo a nuestro lado vamos a pasar a través de Silo y Betel, y por medio de otros lugares donde las iglesias se han construido como estandartes de victorias del Señor". Él mismo describe dos veces el altar de los judíos como "derrocado"; tomando sus palabras literalmente, algunos estudiosos han sostenido que Silo estaba deshabitada en este momento. Pero parece que Jerónimo no hablaba de desolación sino que deseaba mostrar el resultado de la "victoria" del cristianismo, es decir, del Nuevo Testamento sobre el Antiguo.
Durante el periodo bizantino de la ciudad fueron construidos dos templos: la Basílica y la Iglesia de los peregrinos.
En el año 638 los musulmanes conquistaron Palestina y empezaron transformar poco a poco al país. Las poblaciones islámicas crecieron en cada lugar, incluido en Silo. La época musulmana causó grandes daños a las estructuras que estaban en el lugar. Los cristianos dejaron de visitarlo, quedando olvidado hasta tiempos recientes.
Actualmente es posible encontrar cerca de los restos algunas placas de piedra informativas escritas en hebreo e inglés donde se describen algunos puntos de la antigua Silo.
Adyacente a los restos de Silo, conocido como Montículo Silo, se encuentra una aldea que también se llama Silo. Se trata de un área sobre una colina con más de 2000 habitantes que contiene instituciones educativas, un centro religioso-militar, clínicas médicas y dentales, tienda de comestibles, campos deportivos, una piscina, y varias sinagogas, siendo la principal un modelo a escala del antiguo Tabernáculo.

## Arqueología

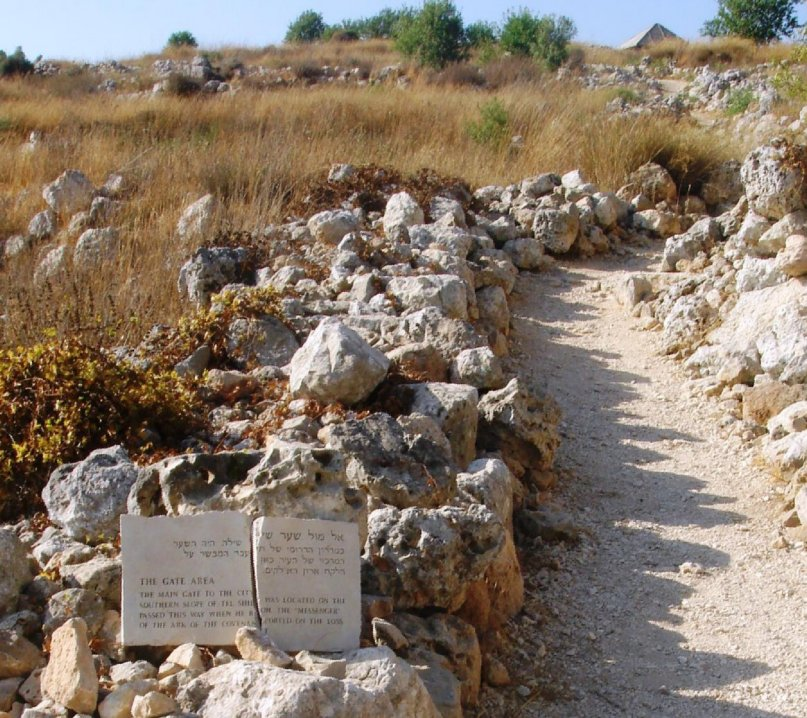
Área donde estaba la puerta principal de Silo

Hallazgos arqueológicos indican que la presencia de judíos continuó en Silo hasta el año 722 a. C. cuando el Reino de Israel fue derrotado por Asiria.
A finales del siglo XIX y comienzos del siglo XX, varias expediciones arqueológicas que visitaron la ciudad comenzaron la excavación en el sitio. Hoy este lugar es un centro de investigadores arqueológicos, y de visitas guiadas.
Las primeras excavaciones arqueológicas fueron realizadas entre 1922 y 1932 por una expedición danesa. Los hallazgos fueron ubicados en el Museo Nacional de Copenhague. 
Las excavaciones realizadas por arqueólogos daneses en 1926 y 1929 han demostrado que el lugar fue habitado también en los períodos helenístico, romano, bizantino y árabe.
La investigación realizada entre 1926 y 1931 por la delegación de arqueólogos daneses se detuvo porque el jefe del equipo murió de disentería.
Cuando comenzaron las excavaciones, todo lo que se conocía era una mezquita musulmana llamada Yetaim Weli, al norte, con su techo intacto, y cuya estructura utiliza columnas y capiteles antiguos tomados de los edificios en ruinas y otros restos, entre ellos dos pequeños pilares de una iglesia que adornan los lados. Hoy en día la mezquita se encuentra en el mismo estado, aunque con sus paredes muy bien conservadas.
Al sur de Silo había una edificación a los pies de la colina, fue construida probablemente entre los siglos IX y X, con piezas de los templos bizantinos, era una mezquita con paredes escarpadas y un dintel tallado colocado sobre la puerta decorado con un ánfora central flanqueado por coronas de flores. Se cree que la sinagoga fue utilizada como base de la estructura de la mezquita por el número de símbolos judíos que se encuentran en esta, según el hallazgo de Ishtori Haparchi, el autor del primer libro de geografía de la tierra de Israel. Los sondeos realizados después de 1967 han revelado una hermosa habitación hacia el oeste, construida con piedras labradas y dos veces cubiertas con cal blanca, con un nicho orientado al sur, es decir, hacia Jerusalén. Fustes de columnas y capiteles clásicos también han sido desenterrados. Estos elementos pertenecen a una antigua sinagoga. En 1967, el dintel de la puerta norte fue retirado. Uno de los pilares de una iglesia o una sinagoga está incrustado en la pared sobre la puerta o ventana del costado occidental.
En 1980-1981 fueron organizadas cuatro temporadas de excavación dirigidas por el arqueólogo de la Universidad Bar Ilán y Codirector del Proyecto de Investigaciones Europeo "Reconstruyendo el Antiguo Israel", Israel Finkelstein. La investigación permitió encontrar muchos hallazgos, incluyendo monedas, frascos de almacenamiento y otros artefactos, la mayoría de estos se encuentran actualmente en la Universidad Bar Ilán.
Entre 1981 y 1984 Finkelstein realizó un trabajo establecido en ocho capas, que van desde el periodo Bronce Medio II-bizantino. De la etapa del Bronce Medio III se halló una enorme pared con una explanada amplia (con una pared de soporte). En la etapa de Hierro I, correspondiente al periodo en el que era ocupada por el pueblo de Israel, se encontró una construcción de dos pisos cerca de la cima de la colina, esta es la edificación más antigua atribuida a los israelitas. En su interior se hallaron cántaros con reborde bajo el cuello y algunos elementos de culto. A partir de esta época fueron descubiertos más de 20 silos, incluido uno con trigo carbonizado. La capa de destrucción evidente puede haberse producido a raíz de la victoria de los filisteos en Eben-Ezer. Uno de los hallazgos más interesantes fue el de un montón de barro afuera de la muralla de la ciudad antes de la llegada del asentamiento israelita. Esta pila de alfarería era el remanente de una serie de sacrificios de animales, que fueron lanzados sobre la pared tras la finalización del ritual y luego enterrados. Este hallazgo apunta a una condición sagrada de Silo ya durante el período cananeo. En la parte superior de la colina, donde Finkelstein supone que estaba el tabernáculo, se encuentra un área de lecho rocoso que no ofrece pistas sobre el culto israelita.
En 1981-1982, Zeev Yeivin y Yoel Bin-Nun excavaron el área donde se presume que se encontraba el Tabernáculo y encontraron cerámicas y figuras egipcias.
Durante agosto y septiembre de 2006 el Equipo Arqueológico Oficial para Judea y Samaria en la Unidad Civil de Administración de Antigüedades de Israel, realizó excavaciones arqueológicas alrededor de Silo y descubrió el piso con mosaico de una iglesia bizantina de gran tamaño que probablemente se construyó entre los años 380 y 420.
Además de los pisos con mosaicos, entre 2006 y 2007 fueron encontradas al sur de Silo varias inscripciones griegas, una de éstas se refiere al sitio como la "aldea de Silo".
En 2010, se realizaron nuevas excavaciones con el propósito de encontrar las más antiguas muestras de civilización posibles, de esta manera fueron halladas porciones de muros cananeos de hace 3700 años, también fue encontrada una moneda romana del periodo de la Segunda Guerra Judeo-Romana.
En el lugar actual hay placas de piedra que describen el muro cananeo encontrado: el área de Silo dentro de los muros durante el periodo de los patriarcas medía 17 000 metros cuadrados, en el muro había un ángulo que indicaba una torre o cambio en la dirección de la construcción.
En la base de los asentamientos de Silo, se presentan restos de la antigua Silo, y varios edificios de diferentes periodos: iglesias con mosaicos, dos templos, una antigua mezquita entre antiguos restos de casas y una sinagoga y un sitio donde se cree que habría estado  ubicado el Tabernáculo.

Según los investigadores, en la extensión de la meseta norte de la colina habría estado, con toda probabilidad, el tabernáculo en el período del asentamiento israelita y los jueces. Este se habría construido con paredes de piedra y su techo estaba cubierto con pieles.
Se han descubierto tres basílicas bizantinas. La basílica que excavó H. Kjaer en 1920 tiene 3 naves, 12 bases y 2 hermosos capiteles corintios de 62 cm de altura y entre 72 y 61 cm de ancho los cuales se conservan. Su aspecto recuerda el estilo del siglo IV, con hojas separadas y una hoja lisa en la esquina.
Una estructura descubierta recientemente[¿cuándo?] se encuentra bajo la Yetaim Weli. Parece que al haber sufrido problemas de drenaje de agua en su parte occidental a pesar de la instalación de tuberías y canales, se procedió a aumentar el nivel del templo y se colocó un nuevo piso de mosaico. El piso antiguo original fue revelado. Contiene un mosaico con diseños geométricos, diseños con flores, una cruz, y tres inscripciones escritas en griego entre los que se encuentran un saludo a los habitantes de Silo, y un deseo general de buenas nuevas.
En enero de 2013, arqueólogos descubrieron una vasija de cerámica rota y cenizas que sugerían una destrucción a gran escala en Silo, antes de que se construyera el Templo en Jerusalén. Sin embargo, una semana después, el jarrón desapareció.
En julio del 2013, un grupo de arqueólogos israelíes aseguraron haber encontrado los restos del tabernáculo descrito en la Biblia, en el lugar de la antigua ciudad.

Más recientemente, Scott Stripling, líder del equipo de excavaciones en el sitio en 2021, también afirmó haber encontrado restos que apuntan al tabernáculo bíblico.